# فتاة الميناء (فلم)
فتاة الميناء  هو فيلم مصري عرض عام 1964، بطولة فريد شوقي وناهد شريف ومحمود المليجي، تأليف يوسف جوهر ومن إخراج حسام الدين مصطفى.

## قصة الفيلم
في قرية الصيادين بالقرب من ترعة البرلس، تنقذ فاطمة وسنية رجلًا كان على وشك الغرق وهو حسن الصياد الصغير، علمت القرية بأن فاطمة أنقذت حسن الغريب وأثار ذلك غيرة محجوب ابن عمها وخطيبها فحاول استدراج حسن في نزاع وهدده بالقتل، خاصة وأنه كان يعتبر أقوى رجل في القرية حيث جمع حوله مجموعة من الأشرار.

## طاقم التمثيل
- فريد شوقي: (حسن سالم)
- ناهد شريف: (فاطمة توفيق)
- محمود المليجي: (محجوب - زعيم العصابة)
- نجوى فؤاد: (راقصة)
- سعيد خليل: (مرسي - من رجال محجوب)
- سميرة محسن: (سنية - زوجة مرسي)
- لطفي عبد الحميد: (مرزوق - حلاق الصحة)
- علي كامل: (الشيخ توفيق)
- عبد العزيز أبو الليل: (البرنس)
- خالد العجباني: (ضابط المباحث)
- أحمد مرسي: (نونو)
- نصر سيف: (من عصابة البرنس)
- صالح الإسكندراني: (صياد)
- علي المعاون: (من عصابة محجوب)
- فايق بهجت: (جاد الله)

## فريق العمل
- إخراج: حسام الدين مصطفى
- تأليف: يوسف جوهر
- مدير التصوير: كليليو
- مونتاج: حسين أحمد
- إنتاج: رؤوف يزدي
- توزيع: عبد الرحيم يزدي